# Concertsuite voor viool en orkest
De Concertsuite voor viool en orkest is een compositie van Sergej Tanejev.
Tanejev schreef het werk op verzoek van zijn vriend de violist Boris Sibor, die het toenmalige repertoire voor viool en orkest kennelijk onvoldoende uitdagend vond. Tanejev vond het idee van een werk voor viool en orkest zelf uitdagend en componeerde het werk eigenlijk samen met Sibor. Sibor gaf de componist aanwijzingen als Tanejev iets dreigde voor te schrijven wat technisch niet uitvoerbaar was. Een punt was wel dat Tanejev een componist van de oude stempel was, er verscheen een werk dat gezien de klank veel eerder geschreven had kunnen zijn. De concertsuite was een eerbetoon aan oude(re) muziek. 
Ook de opzet van de suite wijst in die richting:
1. Prelude (in grave)
2. Gavotte  (in allegro moderato)
3. Sprookje
4. Thema en variaties:
  1. Thema (in andantino)
  2. Variatie 1: allegro moderato
  3. Variatie 2: allegro energico
  4. Variatie 3: tempo vi valse
  5. Variatie 4: dubbelfuga allegro molto
  6. Variatie 5: presto scherzando
  7. Variatie 6: Tempo di mazurka, allegro con fuoco
  8. Variatie 7: finale e coda
5. Tarantella (presto)

De gebruikte componeervormen wijzen ook naar de klassieken, een fuga en tarantella. De tarantella bevat de favoriete muziektheorie van de componist, contrapunt.
Het werk werd een van de geliefdste werken van de componist, het werk kent in 2012 een opvallend uitgebreide discografie, waaronder uitvoeringen van David Oistrach en Lydia Mordkovitsj. Er verscheen later een versie voor cello en orkest.